# NGC 3788
NGC 3788 est une galaxie spirale barrée (intermédiaire ?) située dans la constellation de la Grande Ourse. NGC 3788 a été découverte par l'astronome britannique John Herschel en 1827.

## Caractéristiques
La classe de luminosité de NGC 3788 est I-II et elle présente une large raie HI.

### Distance
Sa vitesse par rapport au fond diffus cosmologique est de 2 971 ± 20 km/s, ce qui correspond à une distance de Hubble de 43,8 ± 3,1 Mpc (∼143 millions d'al).
À ce jour, six mesures non basées sur le décalage vers le rouge (redshift) donnent une distance de 54,733 ± 9,198 Mpc (∼179 millions d'al), ce qui est à l'intérieur des valeurs de la distance de Hubble. Notons cependant que c'est avec la valeur moyenne des mesures indépendantes, lorsqu'elles existent, que la base de données NASA/IPAC calcule le diamètre d'une galaxie et qu'en conséquence le diamètre de NGC 3788 pourrait être d'environ 27,3 kpc (∼89 000 al) si on utilisait la distance de Hubble pour le calculer.

## Paire de galaxies en interaction

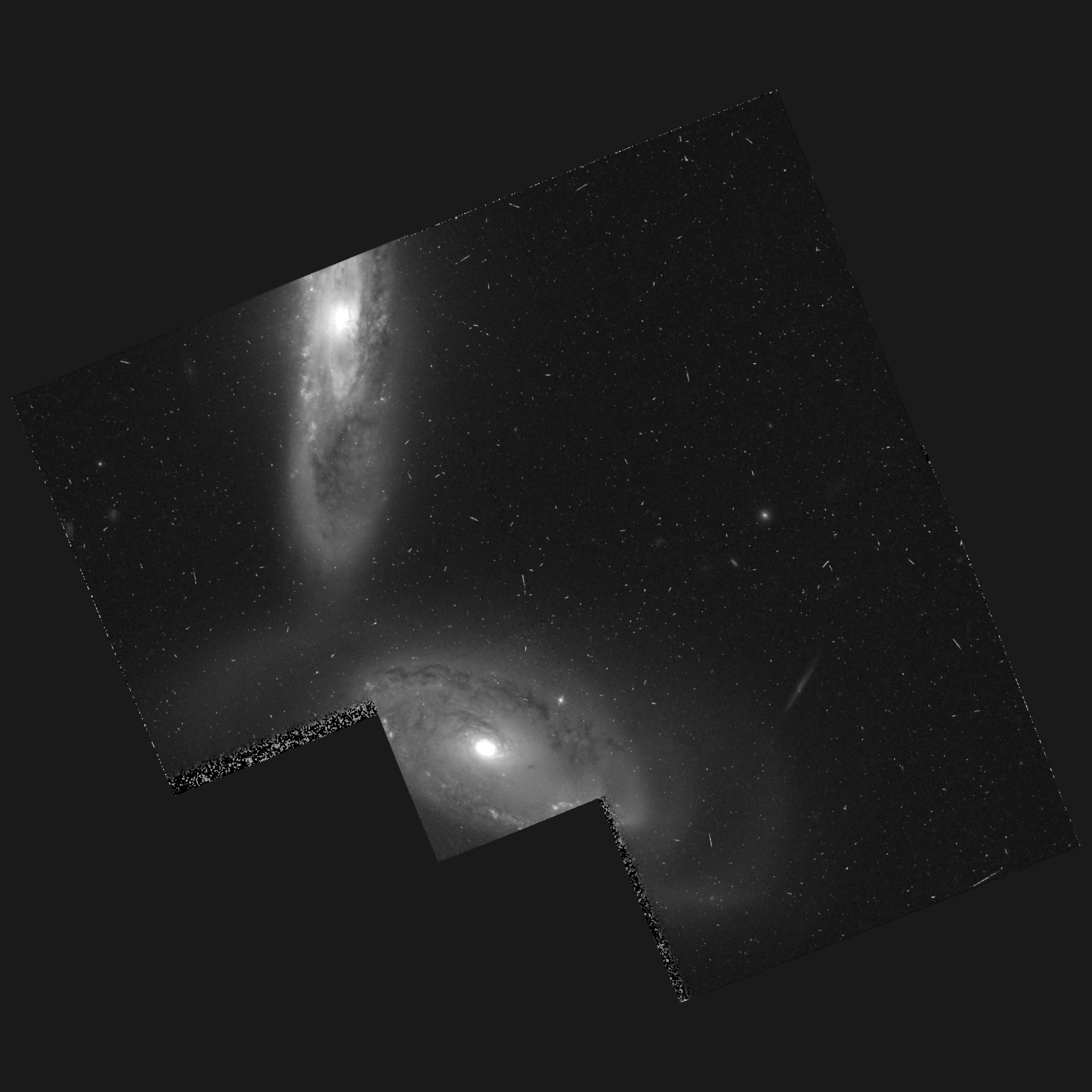
NGC 3788.

NGC 3788 et NGC 3786 figure dans l'atlas des galaxies particulières de Halton Arp sous la cote Arp 294. Arp a utilisé ces deux galaxies dans son atlas comme un exemple de galaxies en interaction présentant de longs filaments.

## Groupe de NGC 3788
NGC 3788 fait partie d'un petit groupe de quatre galaxies qui porte son nom. Les trois autres galaxies du groupe de NGC 3788 sont NGC 3786, UGC 6545 et PGC 35873.
NGC 3788 et NGC 3786 forment une paire de galaxies. Comme elles sont à la même distance de la Voie lactée et que l'image de l'étude SDSS montre qu'elles sont très près l'une de l'autre sur la sphère céleste, il est fort probable qu'elles sont en interaction gravitationnelle. Elles figurent d'ailleurs dans l'Atlas and Catalogue of Interacting Galaxies sous la cote VV 228.